# Katano (Osaka)
Katano (交野市 Katano-shi?) es una ciudad que se encuentra en Osaka, en la zona centro meridional de la isla de Honshu al este de la ciudad de Osaka, Japón. 
Desde el 1 de enero del 2010, la ciudad tiene un estimado de población de 77,680 habitantes y un densidad de población de 3040 personas por km². La superficie total es de 25.55 km².

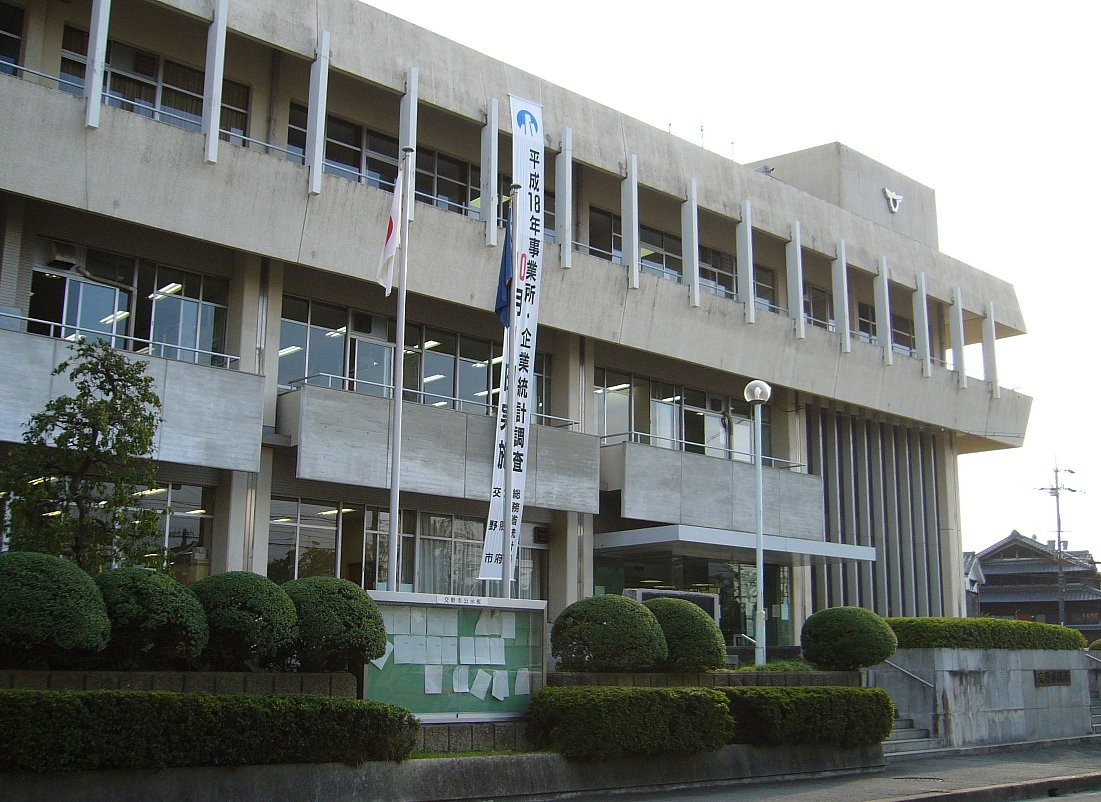
Ayuntamiento de Katano.

## Historia
La moderna ciudad de Katano fue establecida el 3 de noviembre de 1971.

## Atracciones de Katano
Lugares locales destacados para visitar son:
- Jardín Botánico de la Universidad de Osaka
- Shishikutsu-ji (獅子窟寺, Templo budista)
- Los restos del Castillo de Katano
- El Centro cultural de Katano

## Transporte

### Trenes
- Keihan Electric Railway
  - Katano Line "Estación de Kozu" - "Estación de Katano-shi" - "Estación de Kawachi-Mori" - "Estación de Kisaichi"
- West Japan Railway Company
  - Katamachi Line (Gakkentoshi Line) "Estación de Hoshida" - "Estación Kawachi-Iwafune"

### Carreteras
- Carretera nacional 168

## Ciudades hermanadas
- Collingwood, Ontario, Canadá - Acuerdo de hermanamiento concluido en 1981

## Personas célebres nacidas en Katano
- Hiroyuki Okiura - Director de animación japonesa y animador trabajando para Production I.G

## Algunas vistas de Katano

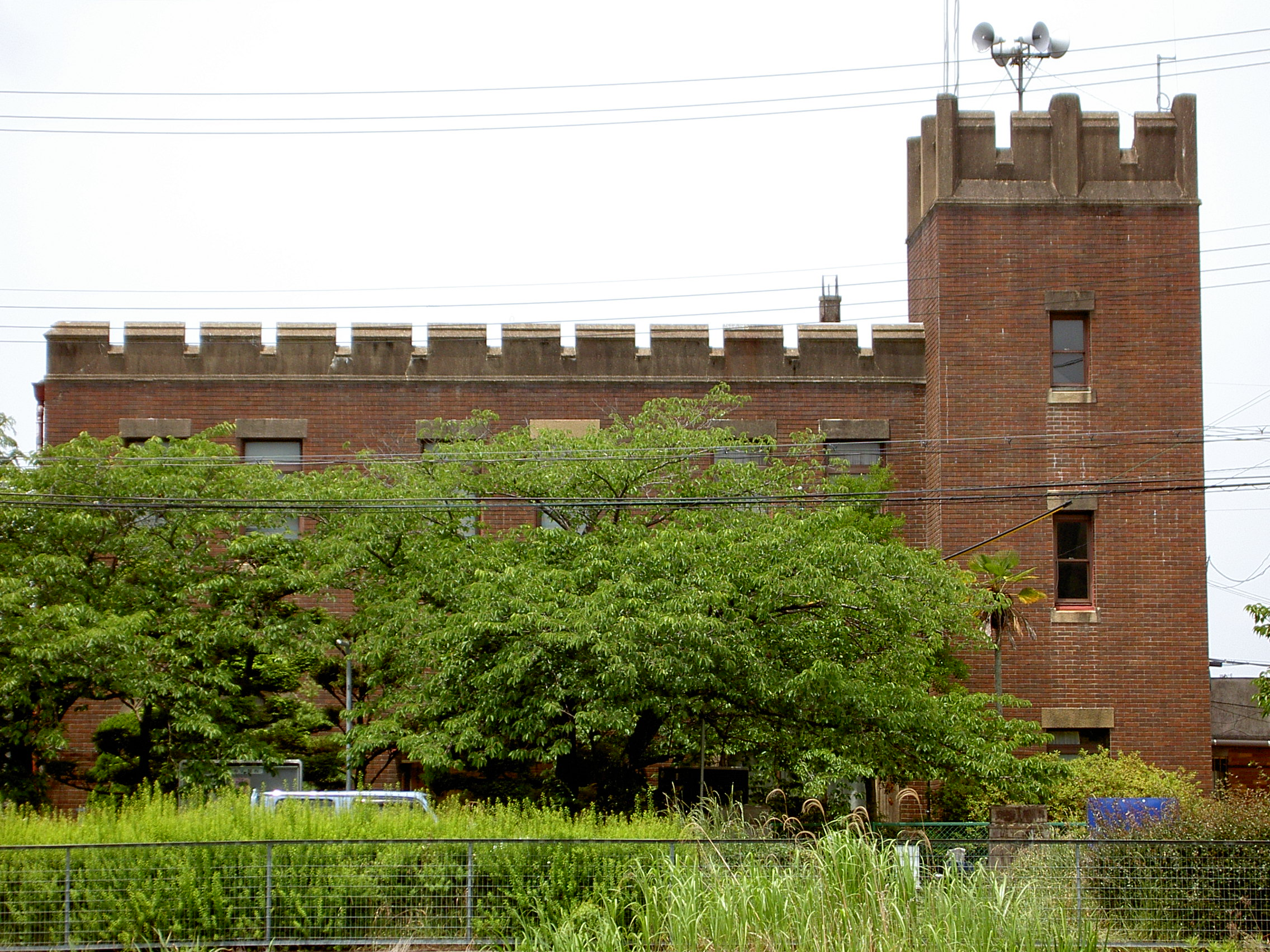
Sala de la cultura y la educación del municipio de Katano.
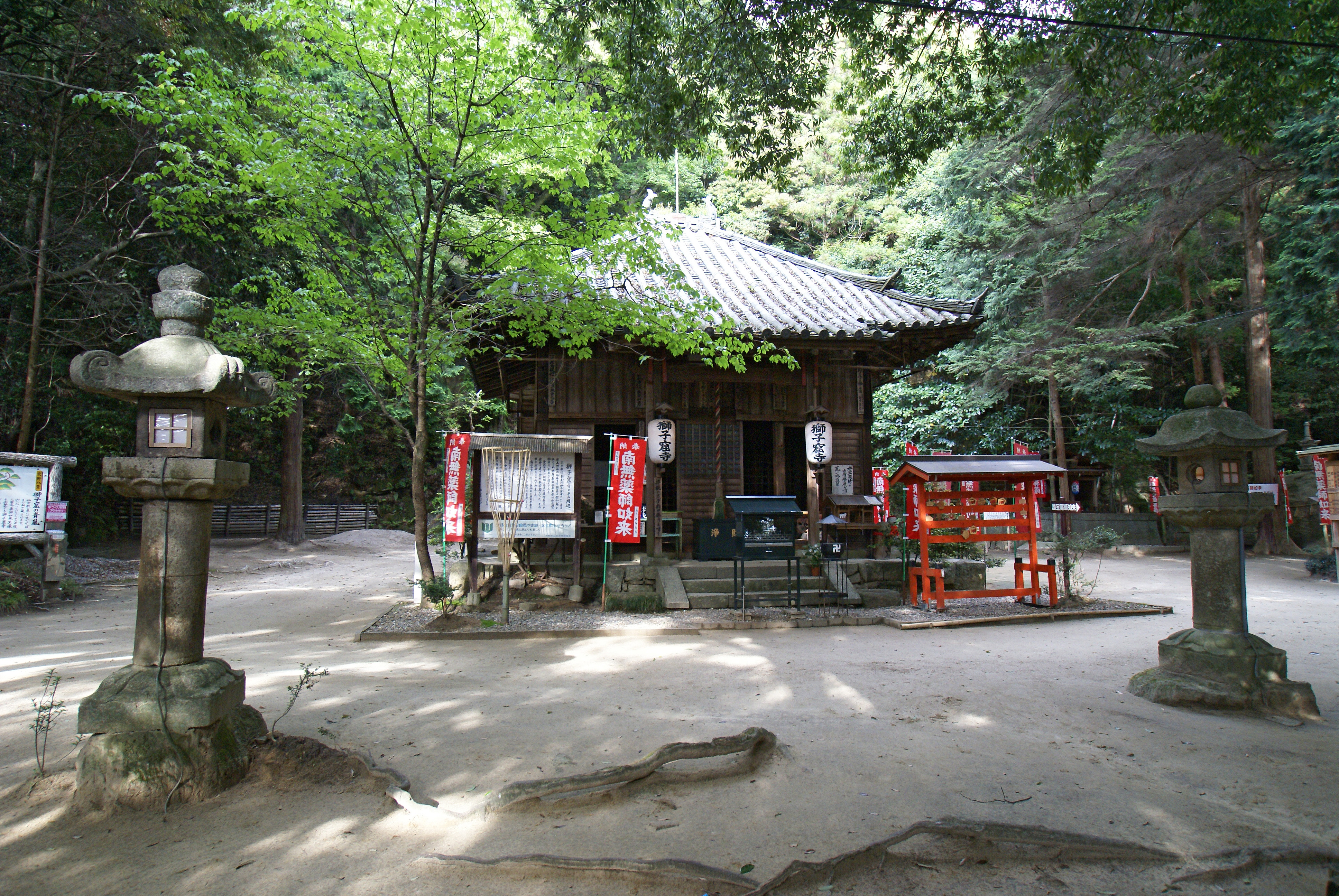
El templo budista de Shishikutsuji.
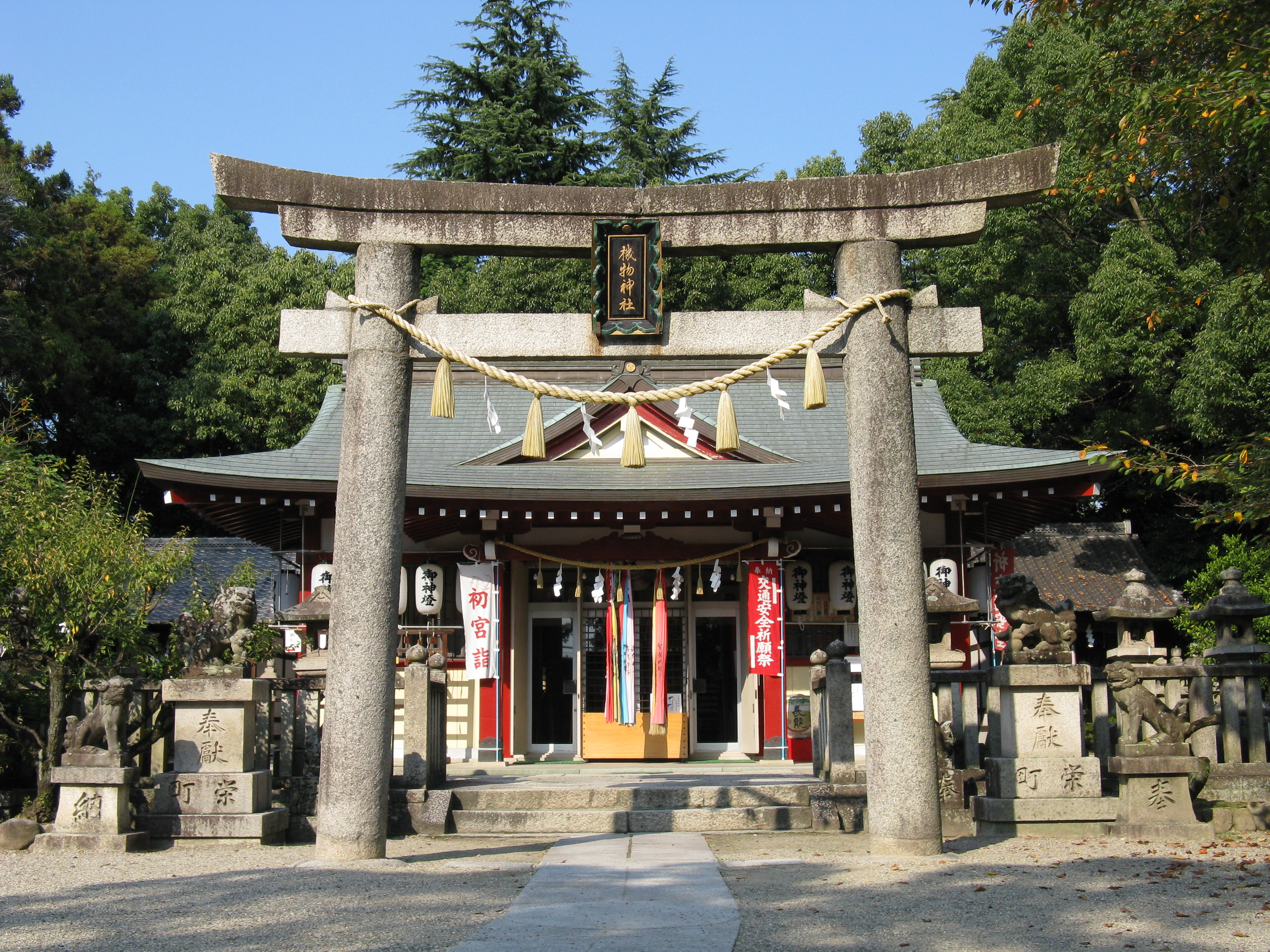
Hatamono-jinja torii+haiden.
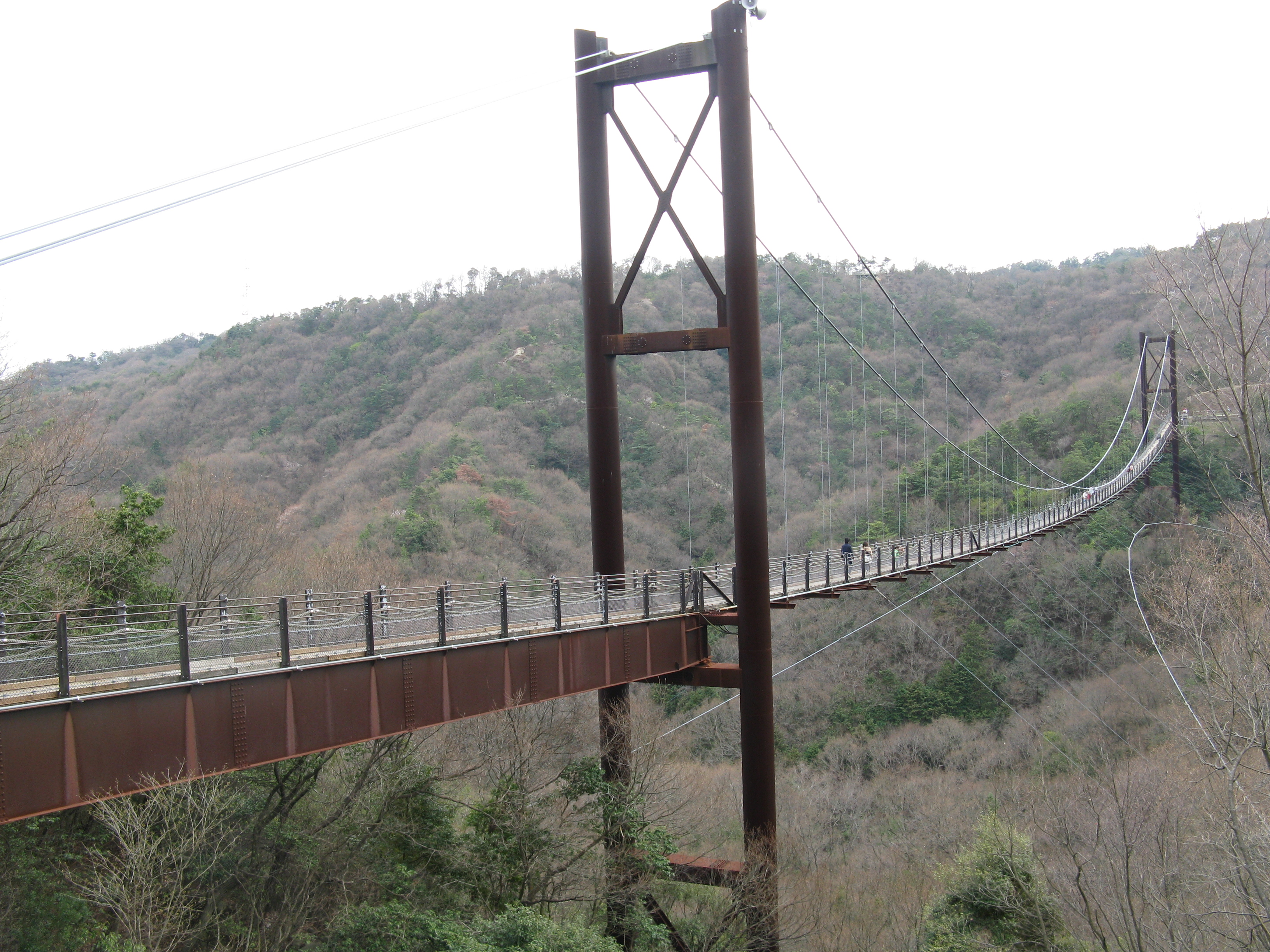
Puente en "Hoshida Enchi".